# Tariku Girma
Tariku Girma (28 de diciembre de 2001) es un deportista etíope que compite en taekwondo. Ganó una medalla de oro en los Juegos Panafricanos de 2019 en la categoría de –63 kg.

## Palmarés internacional
| Juegos Panafricanos | Juegos Panafricanos | Juegos Panafricanos | Juegos Panafricanos |
| Año                 | Lugar               | Medalla             | Categoría           |
| ------------------- | ------------------- | ------------------- | ------------------- |
| 2019                | Rabat (Marruecos)   | Medalla de oro      | –63 kg              |